# Vittorio Baravalle
Pour les articles homonymes, voir Baravalle.
Vittorio Baravalle (né en 1855 à Fossano, dans la province de Coni au Piémont, en Italie - mort en 1942) est un compositeur italien. 

## Biographie
On lui doit entre autres des opéras comme Andrea del Sarto (1890), Iglesias ou Il Sabato del villaggio (1883).
Un institut musical à Fossano porte son nom.

## Œuvres
- Andrea del Sarto : dramma lirico in tre atti ; Vittorio Baravalle;  Antonio Ghislanzoni;  Senatore Sparapani;  Adriana Busi;  Giuseppe Russitano;  Leopoldo Cromberg;  Giulia Novelli; Torino : Tipografia L. Roux e C., 1890. (OCLC 163609473)
- Iglesias; dramma lirico in un atto, ; Vittorio Baravalle ; Enrico Golisciani; Torino, E. Arduini . (OCLC 41496809)